# Kanton Mornant
Kanton Mornant (francouzsky Canton de Mornant) je francouzský kanton v departementu Rhône v regionu Rhône-Alpes. Tvoří ho 13 obcí.

## Obce kantonu
- Chaussan
- Mornant
- Orliénas
- Riverie
- Rontalon
- Saint-André-la-Côte
- Saint-Didier-sous-Riverie
- Saint-Laurent-d'Agny
- Saint-Maurice-sur-Dargoire
- Saint-Sorlin
- Sainte-Catherine
- Soucieu-en-Jarrest
- Taluyers